# NGC 1644
NGC 1644 (بالألمانية: NGC 1644) الذي يرمز له بالرمز ESO 84-30، وNGC 1644، هو عنقود مغلق، في كوكبة أبو سيف (كوكبة).

## الاكتشاف
اكتشف في 1826، بواسطة جون هيرشل.